# Киремитчисалих
Киремитчисалих (на турски: Kiremitçisalih) е село в Източна Тракия, Турция, Вилает Одрин. Околия Узункьопрю.

## География
Селото се намира на 9 км северозападно от Узункьопрю.

## История
В XIX век Киремитчисалих е албанско село в Узункьоприйска кааза в Одринския вилает на Османската империя. Според „Етнография на вилаетите Адрианопол, Монастир и Салоника“, издадена в Константинопол в 1878 година и отразяваща статистиката на населението от 1873 година, Керамеджи-Сали (Keramedji-Sali) има 70 домакинства и 390 жители албанци.